# Glen John Provost
Glen John Provost (Lafayette, 9 agosto 1949) è un vescovo cattolico statunitense, dal 6 marzo 2007 vescovo di Lake Charles.

## Biografia
Glen John Provost è nato a Lafayette, in Louisiana, il 9 agosto 1949.

### Formazione e ministero sacerdotale
Ha frequentato la Elementary Hamilton Training School e successivamente la Cathedral School di Lafayette. Dopo aver frequentato l'High Immacolata Seminary, ha studiato letteratura inglese al Saint Joseph Seminary College di Saint Benedict. Ha compiuto gli studi per il sacerdozio presso il Pontificio collegio americano del Nord a Roma. Presso il Pontificia università "San Tommaso d'Aquino" ha conseguito nel 1974 il baccalaureato in teologia e l'anno successivo la licenza nella stessa disciplina. Nel 1981 ha ottenuto il Master of Arts in letteratura inglese presso l'Università della Louisiana a Lafayette. Ha anche frequentato corsi di francese presso l'Institut catholique di Parigi nel 1972, di letteratura vittoriana presso l'Università di Londra nel 1980 e spagnolo presso l'Istituto Don Quixote di Salamanca nel 1997. Ha anche effettuato viaggi di studio archeologici in Siria, Giordania e Turchia.
Il 29 giugno 1975 è stato ordinato presbitero per la diocesi di Lafayette nella basilica di San Pietro in Vaticano da papa Paolo VI insieme ad altri 359 diaconi giunti a Roma per il giubileo del 1975. In seguito è stato vicario parrocchiale della parrocchia di Santa Maria Maddalena ad Abbeville dal 1975 al 1983; parroco della parrocchia di San Leone IV a Roberts Cove dal 1983 al 1985; parroco della parrocchia della cattedrale di San Giovanni Evangelista a Lafayette dal 1985 al 1998 e parroco della parrocchia di Nostra Signora di Fátima a Lafayette dal 1998.
Inoltre, è stato giudice del tribunale diocesano, membro del consiglio scolastico diocesano, presidente del consiglio presbiterale, decano del decanato di Lafayette Ovest, membro del collegio dei consultori, membro del consiglio di Lafayette Catholic Service Center/Opelousas Housing Corporation, membro del comitato diocesano per l'edilizia e cappellano del Serra Club di Lafayette.
L'8 luglio 1988 è stato nominato cappellano di Sua Santità.

### Ministero episcopale
Il 6 marzo 2007 papa Benedetto XVI lo ha nominato vescovo di Lake Charles. Ha ricevuto l'ordinazione episcopale il 23 aprile successivo dall'arcivescovo metropolita di New Orleans Alfred Clifton Hughes, co-consacranti il vescovo emerito di Lake Charles Jude Speyrer e il vescovo di Lafayette Charles Michael Jarrell.
Nel gennaio del 2012 e nel dicembre del 2019 ha compiuto la visita ad limina.
Oltre all'inglese, conosce il francese, l'italiano e lo spagnolo.

## Genealogia episcopale
La genealogia episcopale è:
- Cardinale Scipione Rebiba
- Cardinale Giulio Antonio Santori
- Cardinale Girolamo Bernerio, O.P.
- Arcivescovo Galeazzo Sanvitale
- Cardinale Ludovico Ludovisi
- Cardinale Luigi Caetani
- Cardinale Ulderico Carpegna
- Cardinale Paluzzo Paluzzi Altieri degli Albertoni
- Papa Benedetto XIII
- Papa Benedetto XIV
- Papa Clemente XIII
- Cardinale Bernardino Giraud
- Cardinale Alessandro Mattei
- Cardinale Pietro Francesco Galleffi
- Cardinale Giacomo Filippo Fransoni
- Cardinale Carlo Sacconi
- Cardinale Edward Henry Howard
- Cardinale Mariano Rampolla del Tindaro
- Cardinale Rafael Merry del Val
- Cardinale Giovanni Vincenzo Bonzano
- Arcivescovo John Gregory Murray
- Vescovo James Louis Connolly
- Cardinale Humberto Sousa Medeiros
- Arcivescovo Alfred Clifton Hughes
- Vescovo Glen John Provost